# Puente de Génave
Puente de Génave – gmina w Hiszpanii, w prowincji Jaén, w Andaluzji, o powierzchni 38,84 km². W 2011 roku gmina liczyła 2305 mieszkańców.